# Opel Movano
De Opel Movano is een variant in het segment van de bedrijfsauto's van Opel. De Movano kwam in 1999 op de markt.

## Movano A (1998-2010)

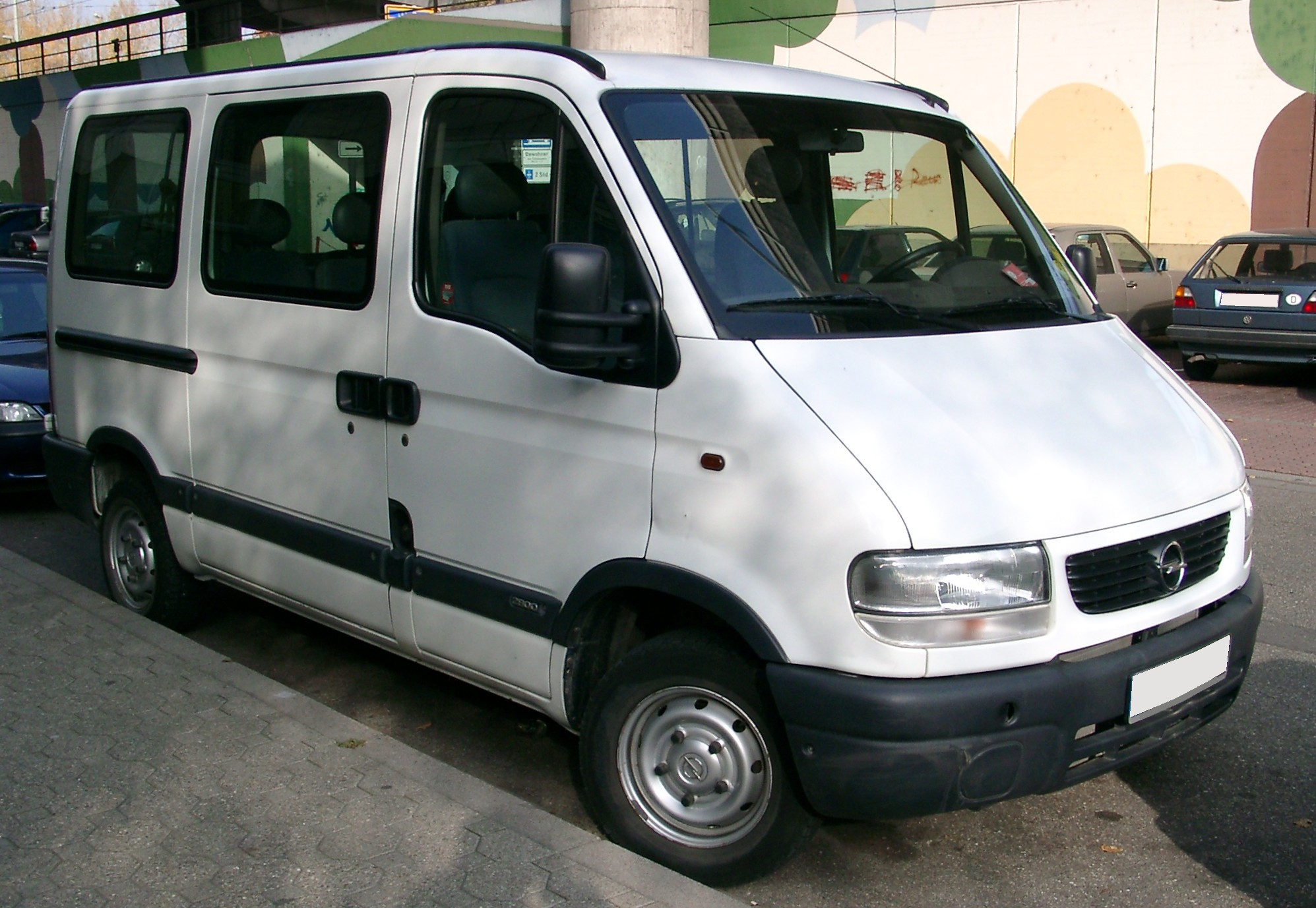
Opel Movano A

Evenals de Opel Vivaro is dit model door Renault ontwikkeld en is de Opel Movano het tweelingbroertje van de Renault Master II. Het is een doorontwikkeling van de Master I, die door Renault in 1980 op de markt werd gebracht. De auto wordt ook door Nissan onder de naam Nissan Interstar verkocht. De Movano wordt net als de Master II en de Interstar gebouwd in Batilly, Frankrijk door Renault.
In 2003 kreeg de Movano A een facelift, waarbij de voorkant volledig hertekend werd en het motorenaanbod vernieuwd werd met twee nieuwe common-rail dieselmotoren van respectievelijk 2,5 liter (101 pk) en 3,0 liter (136 pk).

## Movano B (2010-2021)

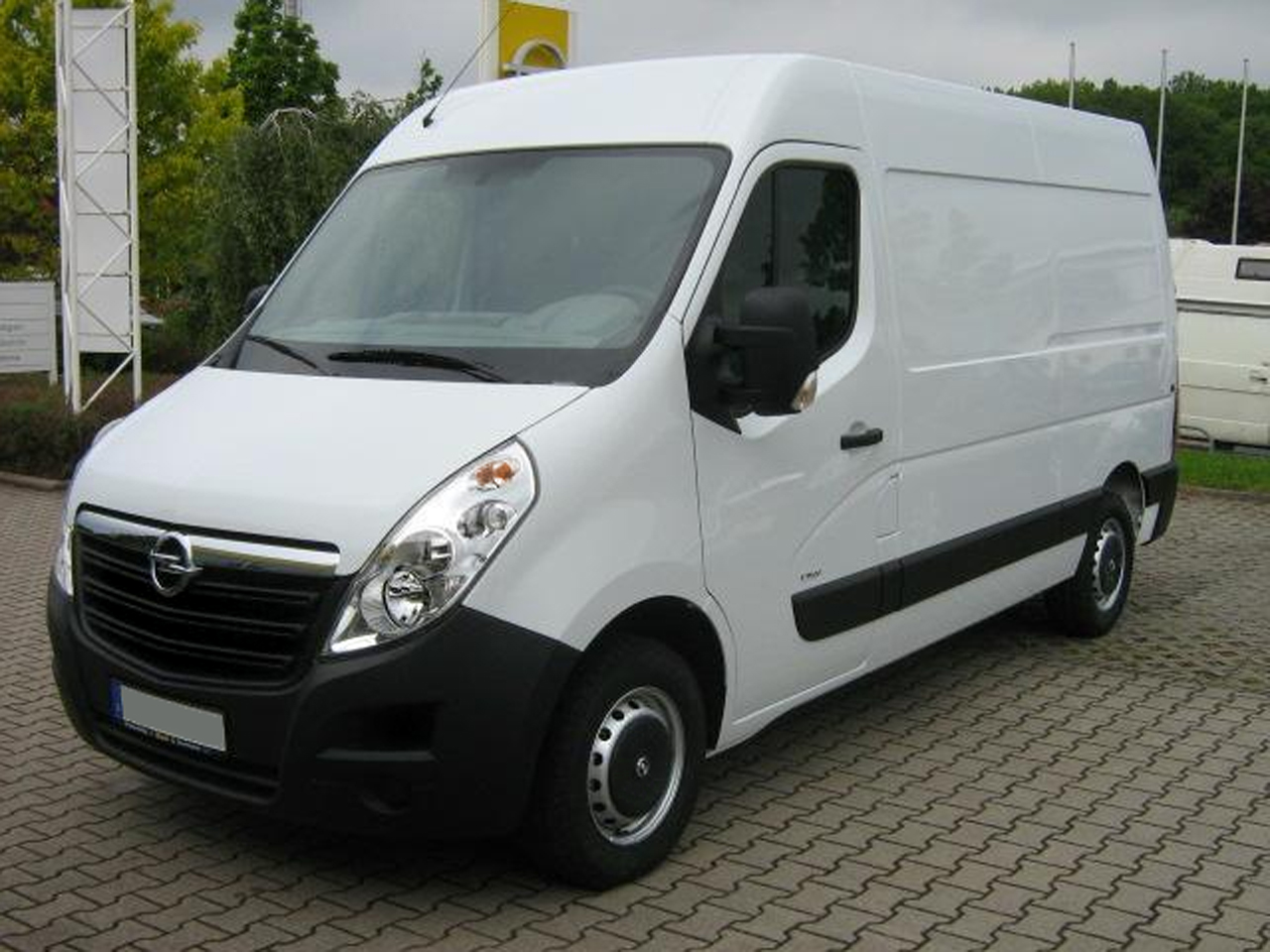
Opel Movano B

In 2010 werd een nieuwe generatie geïntroduceerd.
De Opel Movano B is in veel varianten verkrijgbaar, zo heeft hij vier verschillende lengtes en drie verschillende hoogtes. Ook kan gekozen worden tussen voor- en achterwielaandrijving.
Het maximaal toelaatbaar gewicht (GVW) is 4,5 ton. De nieuwe Movano is alleen met een 2.3 diesel en in 9 verschillende kleuren verkrijgbaar.

## Movano C (2021-heden)

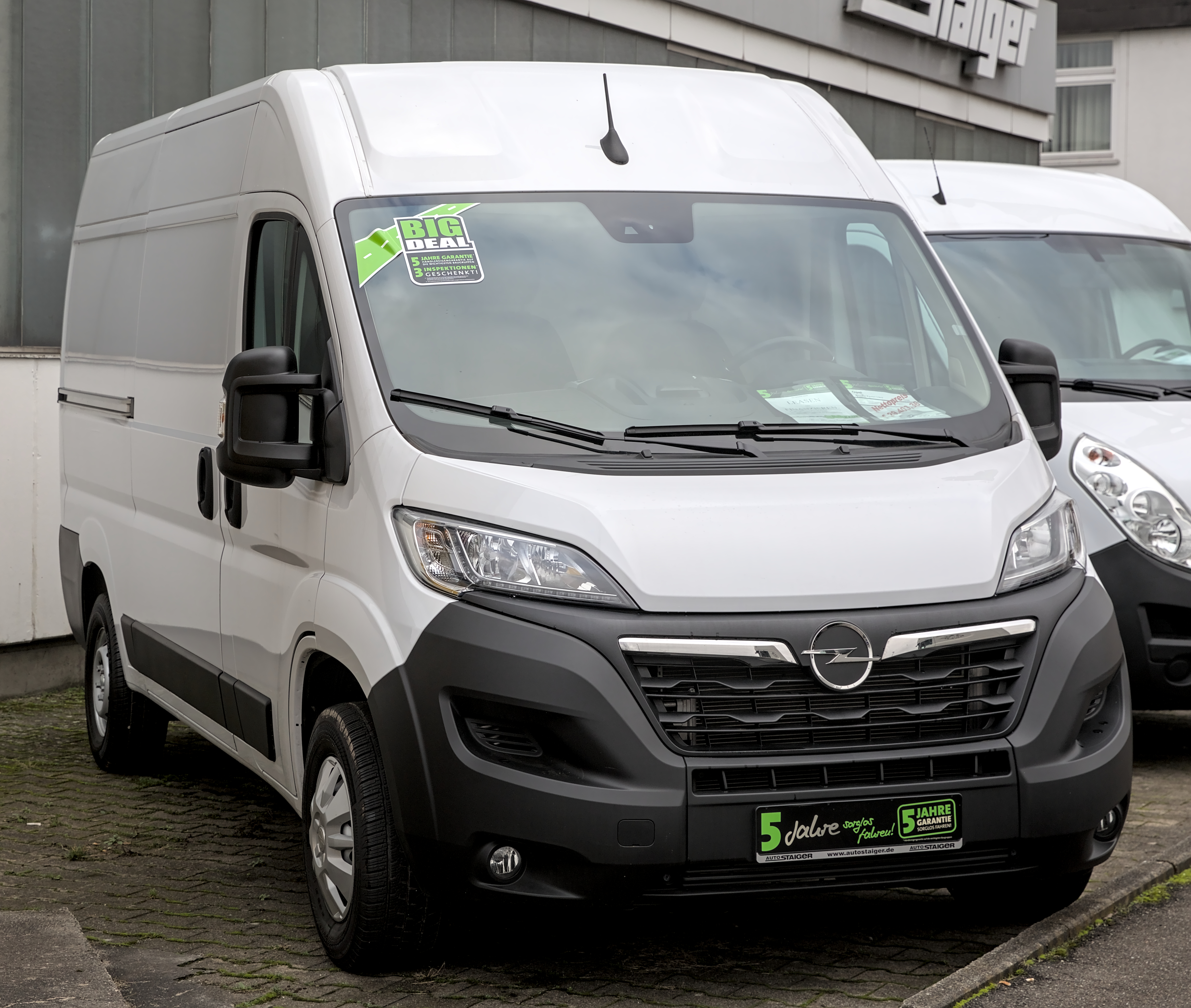
Opel Movano C

In januari 2021 fuseerde het moederbedrijf van Opel, Groupe PSA, met Fiat Chrysler Automobiles om de nieuwe groep Stellantis te vormen. Aangezien Fiat samen met Citroën en Peugeot al de Ducato, Jumper en Boxer al in hun aanbod hadden, lag het voor de hand dat de nieuwe Movano ook op dit platform zou gebouwd worden.
In mei 2021 presenteerde Opel de derde generatie Movano, die voor het eerst ook in een volledig elektrische versie kan geleverd worden als de Movano-e.